# Cordilheira Balcânica

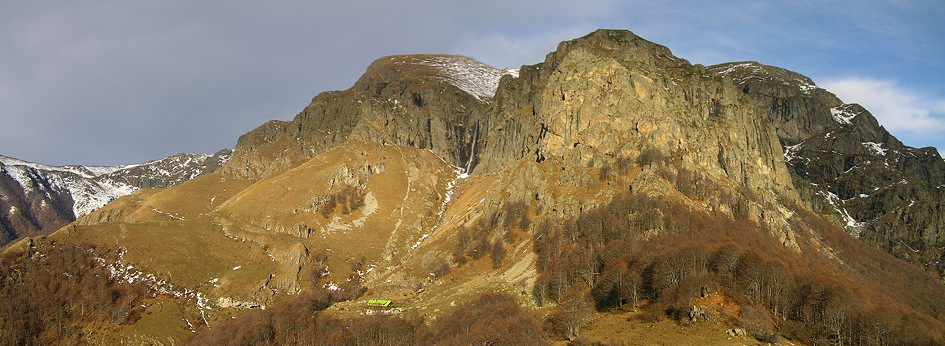
Vista dos Balcãs centrais. A catarata Raysko Praskalo surge no meio da imagem

A Cordilheira Balcânica, também chamada Cordilheira dos Bálcãs (português brasileiro) ou Cordilheira dos Balcãs (português europeu) (em búlgaro:  Стара планина, Stara Planina - "velha montanha") é uma cadeia de montanhas que formam uma extensão dos Cárpatos, separados destes pelo rio Danúbio. Estende-se por 560 km do leste da Sérvia, através da Bulgária central e até o mar Negro.
O ponto culminante é o Musala (2925 m), localizado na subcordilheira Rila.
O termo 'Bálcãs' tem origem da palavra turca para "montanha, monte, local alto". Antigamente, essas montanhas eram conhecidas como o monte Hemo, nome que, acredita-se, deriva do trácio Saimon, significando 'cadeia'.